# 横浜衛星管制センター
横浜衛星管制センター（Yokohama Satellite Control Center, YSCC）はスカパーJSAT社が保有する通信衛星の管制・運用施設。神奈川県横浜市緑区三保町に位置する。

## 概要

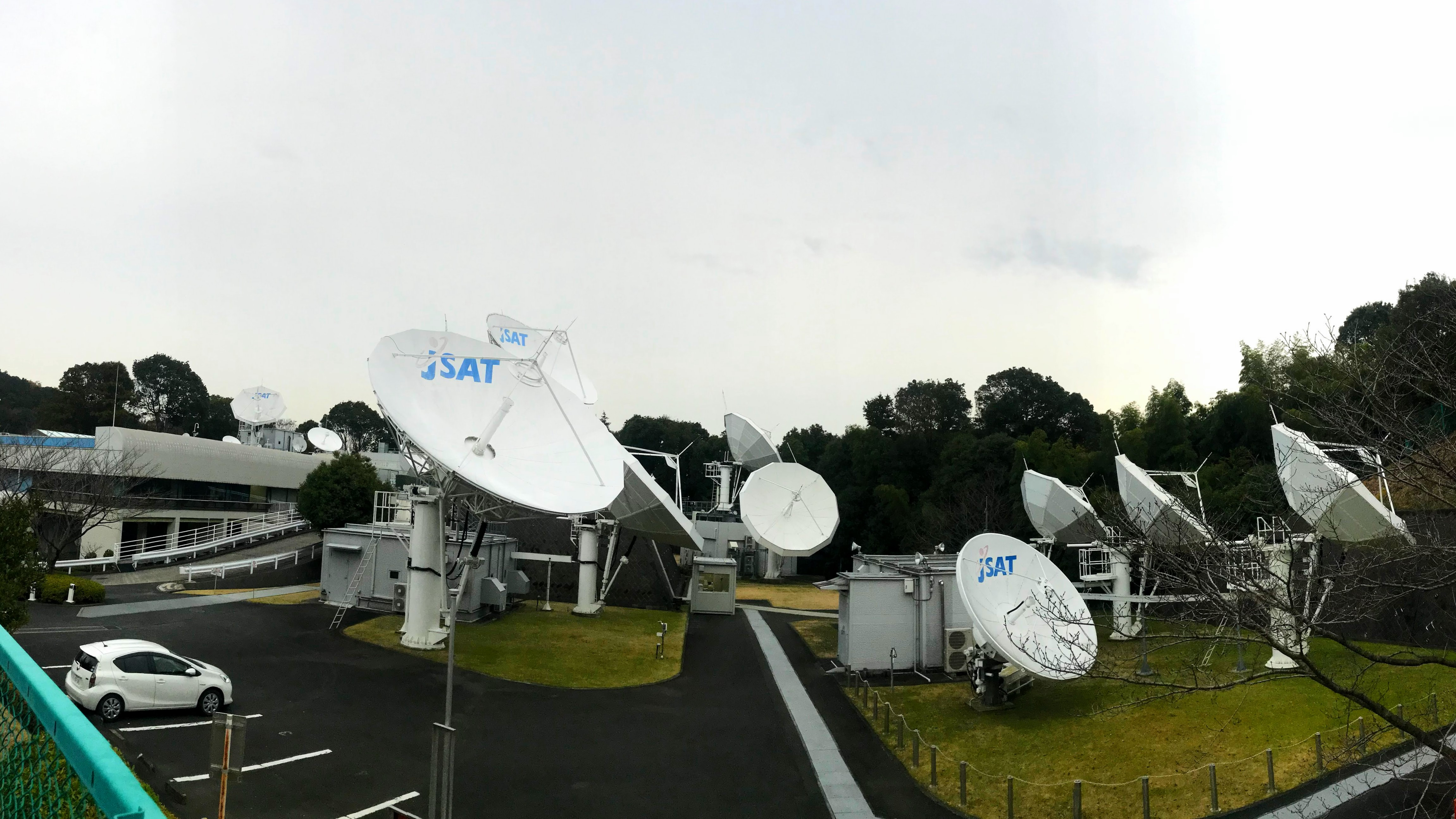
サテライトポート側のアンテナ群

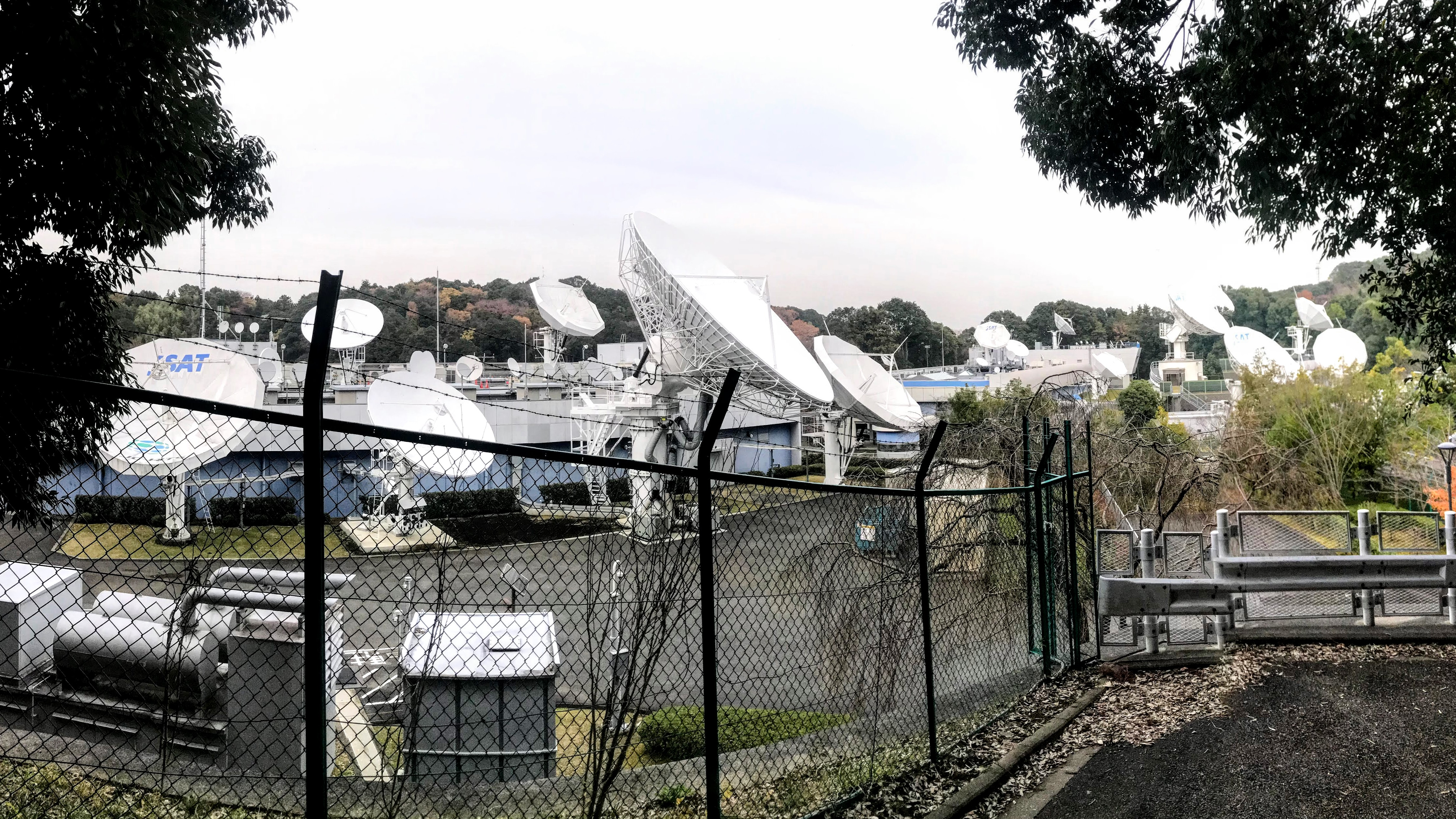
テレポート側から見たアンテナ群

通信衛星JCSAT・SUPERBIRDの主管制局である。JCSATの主管制局として1987年に竣工、1989年に運用を開始した。衛星放送では主に10～15.7GHzのKuバンドを使うことから、NTTが既に使っていたKuバンドと混信が起こらない地域でかつ東京近辺、という条件で横浜が選ばれた。なお当時はJCSAT衛星の保有会社であったJSAT社が運用していた。
道路を挟み、西側は主に衛星運用業務を行うサテライトポート（1987年5月竣工、約18,400平方メートル、三保町229-1）と、東側は主にネットワーク運用・サービス運用業務を行うテレポート（2004年12月竣工、約15,700平方メートル、三保町248-1）に分かれている。
大小100本以上ものアンテナが設置され、約1万坪の広さを有する。展示室（一般者は見学不可能）には管理している通信衛星の模型も展示している。
通信衛星の健康状態を確認するためのヘルスチェックのほか、衛星の軌道制御、姿勢制御、衛星回線の監視などを24時間体制で行っている。

## 副局
横浜衛星管制センターの機器が故障、あるいは自然災害などで被害を受けた場合、以下の副局で衛星の管制・運用が行われる。
- 群馬衛星管制所(Gumma Satellite Control Station (GSCS)) - 副管制局
- スーパーバード茨城ネットワーク管制センター(Superbird Platform East (SPE)) - 旧宇宙通信　SUPERBIRDの旧主管制局
- スーパーバード山口ネットワーク管制センター(Superbird Platform West (SPW)) - 旧宇宙通信　SUPERBIRDの旧副管制局
- 根室TAR局 - 衛星の測距を実施
- 熊本TAR局 - 衛星の測距を実施

## その他
東京テレメッセージの中央配信局と、自治体衛星通信機構の地域衛星通信ネットワーク（第3世代）の集約局は、当地とスーパーバード山口ネットワーク管制センターに設置されている。